# Nostr
Nostr (acroniem voor Notes and other stuff transmitted by relays) is een open protocol (standaard) voor social media. Het is bedoeld voor gedecentraliseerde berichtoverdracht, als oplossing tegen internetcensuur en voor behoud van authenticatie. 
De ontwikkeling werd door Jack Dorsey, de medeoprichter van Twitter gepromoot, en financieel ondersteund, evenals door Edward Snowden.